# Ponmani
Ponmani è una suddivisione dell'India, classificata come town panchayat, di 13.553 abitanti, situata nel distretto di Kanyakumari, nello stato federato del Tamil Nadu. In base al numero di abitanti la città rientra nella classe IV (da 10.000 a 19.999 persone).

## Geografia fisica
La città è situata a 08° 21' 01 N e 77° 19' 33 E.

## Società

### Evoluzione demografica
Al censimento del 2001 la popolazione di Ponmani assommava a 13.553 persone, delle quali 6.766 maschi e 6.787 femmine. I bambini di età inferiore o uguale ai sei anni assommavano a 1.296, dei quali 667 maschi e 629 femmine. Infine, coloro che erano in grado di saper almeno leggere e scrivere erano 10.352, dei quali 5.307 maschi e 5.045 femmine.